# Os Burros (poemat)
Os Burros (Osły) – poemat satyryczny portugalskiego poety Joségo Agostinha de Macedo, opublikowany w latach 1812-1814. Poeta wyszydził w nim wielu wymienionych z imienia i nazwiska ludzi, zarówno żyjących, jak i zmarłych, bez względu na ich płeć i stan społeczny. Utwór jest napisany wierszem białym.